# Halowe Mistrzostwa Świata w Lekkoatletyce 2014 – pchnięcie kulą kobiet
Pchnięcie kulą kobiet – jedna z konkurencji technicznych rozgrywanych podczas 15. halowych lekkoatletycznych mistrzostw świata na Ergo Arenie w Sopocie.
Tytuł mistrzowski obroniła Nowozelandka Valerie Adams.

## Rekordy
W poniższej tabeli przedstawiono (według stanu przed rozpoczęciem mistrzostw) rekordy świata, poszczególnych kontynentów oraz halowych mistrzostw świata.
|                                   | Zawodniczka               | Wynik | Miejsce           | Data                  |
| --------------------------------- | ------------------------- | ----- | ----------------- | --------------------- |
| Halowy rekord świata              | Helena Fibingerová        | 22,50 | Jablonec nad Nysą | 19 lutego 1977(dts)   |
| Rekord halowych mistrzostw świata | Nadzieja Astapczuk        | 20,85 | Ad-Dauha          | 14 marca 2010(dts)    |
| Halowy rekord Afryki              | Vivian Chukwuemeka        | 18,13 | Flagstaff         | 4 lutego 2006(dts)    |
| Halowy rekord Ameryki Południowej | Elisângela Adriano        | 18,33 | Pireus            | 24 lutego 1999(dts)   |
| Halowy rekord Ameryki Północnej   | Jillian Camarena-Williams | 19,89 | Fayetteville      | 11 lutego 2012(dts)   |
| Halowy rekord Australii i Oceanii | Valerie Adams             | 20,98 | Zurych            | 28 sierpnia 2013(dts) |
| Halowy rekord Azji                | Sui Xinmei                | 21,10 | Doha              | 3 marca 1990(dts)     |
| Halowy rekord Europy              | Helena Fibingerová        | 22,50 | Jablonec nad Nysą | 19 lutego 1977(dts)   |

## Terminarz
| Data         | Godzina | Runda      |
| ------------ | ------- | ---------- |
| 8 marca 2014 | 10:15   | Eliminacje |
| 8 marca 2014 | 18:50   | Finał      |

## Rezultaty

### Eliminacje
Awans: 18,70 (Q) lub osiem zawodniczek z najlepszymi rezultatami (q).
| Pozycja | Zawodniczka          | Państwo           | #1    | #2    | #3    | Wynik | Uwagi |
| ------- | -------------------- | ----------------- | ----- | ----- | ----- | ----- | ----- |
| 1.      | Valerie Adams        | Nowa Zelandia     | 20,11 |       |       | 20,11 | Q, WL |
| 2.      | Christina Schwanitz  | Niemcy            | 18,58 | 19,73 |       | 19,73 | Q     |
| 3.      | Julija Leanciuk      | Białoruś          | 18,85 |       |       | 18,85 | Q,    |
| 4.      | Michelle Carter      | Stany Zjednoczone | 18,79 |       |       | 18,79 | Q,    |
| 5.      | Anita Márton         | Węgry             | 17,69 | 18,37 | 18,63 | 18,63 | q,    |
| 6.      | Gong Lijiao          | Chiny             | 18,55 | 18,59 | 18,60 | 18,60 | q,    |
| 7.      | Jewgienija Kołodko   | Rosja             | 18,32 | x     | x     | 18,32 | q     |
| 8.      | Jeneva McCall        | Stany Zjednoczone | x     | 17,95 | 18,20 | 18,20 | q     |
| 9.      | Irina Tarasowa       | Rosja             | 18,11 | 17,81 | 18,07 | 18,11 |       |
| 10.     | Alena Kopets         | Białoruś          | 17,73 | x     | x     | 17,73 |       |
| 11.     | Chiara Rosa          | Włochy            | 17,31 | x     | 17,05 | 17,31 |       |
| 12.     | Natalia Ducó         | Chile             | 17,07 | 16,99 | 17,24 | 17,24 | NR    |
| 13.     | Úrsula Ruiz          | Hiszpania         | 17,16 | 17,08 | x     | 17,16 |       |
| 14.     | Josephine Terlecki   | Niemcy            | 16,76 | 16,94 | 17,11 | 17,11 |       |
| 15.     | Olha Hołodna         | Ukraina           | 17,11 | x     | x     | 17,11 |       |
| 16.     | Hałyna Obleszczuk    | Ukraina           | x     | 16,74 | 16,36 | 16,74 |       |
| 17.     | Radosława Mawrodiewa | Bułgaria          | x     | 16,37 | 16,48 | 16.48 |       |
| 18.     | Lin Chia-ying        | Chińskie Tajpej   | 15,87 | x     | 16,31 | 16,31 |       |
| –       | Anca Heltne          | Rumunia           | x     | 17.35 | x     | 17.35 | DSQ   |

### Finał
| Pozycja | Zawodniczka         | Państwo           | #1    | #2    | #3    | #4    | #5    | #6    | Wynik | Uwagi |
| ------- | ------------------- | ----------------- | ----- | ----- | ----- | ----- | ----- | ----- | ----- | ----- |
| 01 !    | Valerie Adams       | Nowa Zelandia     | 20,06 | 20,41 | x     | 20,10 | 20,67 | 20,16 | 20,67 | WL    |
| 02 !    | Christina Schwanitz | Niemcy            | 19,69 | x     | 19,54 | 19,36 | 19,94 | 19,51 | 19,94 |       |
| 03 !    | Gong Lijiao         | Chiny             | 18,96 | 18,89 | 19,07 | 19,24 | 18,72 | 19,19 | 19,24 | SB    |
| 4.      | Jewgienija Kołodko  | Rosja             | x     | 18,18 | 18,88 | 18,66 | x     | 19,11 | 19,11 | SB    |
| 5.      | Michelle Carter     | Stany Zjednoczone | x     | 19,10 | x     | 18,63 | 18,64 | x     | 19,10 | SB    |
| 6.      | Anita Márton        | Węgry             | 18,17 | 17,73 | 18,06 | 17,99 | x     | 18,05 | 18,17 |       |
| 7.      | Julija Leanciuk     | Białoruś          | x     | 18,02 | 18,16 | 17,98 | x     | x     | 18,16 |       |
| 8.      | Jeneva McCall       | Stany Zjednoczone | 18,05 | 17,76 | 17,67 | 17,52 | 17,56 | x     | 18,05 |       |